# Campionamento per quote
Il campionamento per quote è un particolare campionamento a scelta ragionata, realizzato con modalità organizzative del campionamento di comodo per il quale si prescinde completamente dalla disponibilità di una lista di appartenenti alla popolazione obiettivo.
In altri termini i vincoli imposti al campione sono solo quelli imposti dalle quote (che devono essere aggiornate e statisticamente attendibili). 
Esempi di caratteri possono essere:
- Sesso ed età
- Zona di residenza
- Livello di istruzione
- Condizione professionale

Quindi campione e popolazione devono avere pari quote di persone con un determinato carattere secondo l'idea (presunta e non verificata) che, a parità di composizione strutturale, il campione possa ritenersi rappresentativo della popolazione di riferimento.
La maggiore controindicazione del metodo consiste nel fatto che la disponibilità all'intervista - essendo determinata da fattori quali abitudini, reperibilità e predisposizione psicologica - può condurre alla sottostima sistematica della variabilità esistente nella popolazione (fatto tipico nel campionamento per quote).